# Fürth Klinikum (metrostation)
Fürth Klinikum is een metrostation in de wijk Schwand van de Duitse stad Fürth. Het station werd geopend op 4 december 2004 en wordt bediend door lijn U1 van de metro van Neurenberg.